# Конев, Пётр Алексеевич
Пётр Алексеевич Конев (6 октября 1913, дер. Петухово, Осинский уезд Пермская губерния, Российская империя — 1991, Пермь, СССР) — советский военнослужащий, механик-водитель танка Т-34 91-й отдельной танковой бригады (3-я гвардейская танковая армия, 1-й Украинский фронт), старшина. Герой Советского Союза.

## Биография
Родился 6 октября 1913 года в деревне Петухово Осинского уезда Пермской губернии (ныне — Осинский район Пермского края) в семье русского крестьянина. После окончания начальной школы работал в колхозе «Путь Ленина». В 1935 году был призван в ряды Красной армии для прохождения срочной службы, в 1937 году вернулся домой и устроился на работу в качестве тракториста в колхоз «Победитель».
В мае 1942 года был призван на военную службу. С осени 1943 года Пётр Алексеевич служил механиком-водителем танка Т-34 в 344-м таковом батальоне 91-й отдельной танковой бригады.
В боях за освобождение города Фастов (Киевская область) 6-7 ноября 1943 года старшина Конев и экипаж его танка уничтожили 8 пушек и 8 пулемётов, убили около 40 солдат и офицеров противника, захватили 3 зенитные пушки, танк и 3 автомашины, а также взяли в плен 45 неприятелей. В уличном бою танк был подбит, но Пётр Алексеевич смог исправить его и даже получив ранение, он продолжал управлять танком.
Указом Президиума Верховного Совета СССР «О присвоении звания Героя Советского Союза генералам, офицерскому, сержантскому и рядовому составу Красной Армии» от 10 января 1944 года за «образцовое выполнение боевых заданий командования на фронте борьбы с немецко-фашистскими захватчиками и проявленные при этом отвагу и геройство» был удостоен звания Героя Советского Союза с вручением ордена Ленина и медали «Золотая Звезда» (№ 2472).
В 1945 году окончил Ульяновское танковое училище, а в ноябре 1945 года — уволился в запас в звании младшего лейтенанта и вернулся в родную деревню, где вновь пошёл на работу в колхоз.
В 1979 году переехал в Пермь, где и умер в 1991 году.
Был награждён орденами Красного Знамени, Красной Звезды, медалями «За оборону Сталинграда», «За победу над Германией в Великой Отечественной войне 1941—1945 гг.».
Именем Петра Конева названа школа в селе Гамицы Осинского района Пермского края.

## Награды
- Медаль «Золотая Звезда» Героя Советского Союза;
- орден Ленина;
- орден Красного Знамени;
- орден Отечественной войны 1-й степени;
- орден Красной Звезды;
- медали.